# داني فرانكو
داني فرانكو (بالعبرية: דני פרנקו‏) هو مدرب كرة سلة إسرائيلي، ولد في 5 ديسمبر 1973 في حولون في إسرائيل.

## روابط خارجية
- داني فرانكو على موقع الدوري الأوروبي لكرة السلة (الإنجليزية)